# Hahnbach
Hahnbach est une commune de Bavière (Allemagne), située dans l'arrondissement d'Amberg-Sulzbach, dans le district du Haut-Palatinat.
Hahnbach est le siège de la communauté administrative de Hahnbach regroupant la ville de Hahnbach et la commune de Gebenbach.

## Personnalité
- Hahnbach est le lieu de naissance d'Andreas Raselius, (1561-1602), musicien de la Renaissance tardive.